# Enrico Brignola
 (mai 2018).
Si vous disposez d'ouvrages ou d'articles de référence ou si vous connaissez des sites web de qualité traitant du thème abordé ici, merci de compléter l'article en donnant les références utiles à sa vérifiabilité et en les liant à la section « Notes et références ».
Enrico Brignola, né le 8 juillet 1999 à Caserte, est un footballeur italien. Il évolue au poste d'attaquant à Ternana Calcio.

## Biographie

### En club
Le 2 août 2018, il s'engage pour cinq saisons avec l'US Sassuolo. Le montant de la transaction est estimé à 3,5 millions d'euros plus les prêts de Filippo Bandinelli et de Federico Ricci à Benevento.
Le 1er février 2021, Enrico Brignola est prêté au Frosinone Calcio.
Le 31 août 2021, Bringola fait son retour au Benevento Calcio, sous la forme d'un prêt d'une saison.

### En équipe nationale
Avec les moins de 19 ans, il inscrit en mars 2018 un but contre la Tchéquie, lors des éliminatoires du championnat d'Europe des moins de 19 ans 2018.